# Montes Garo

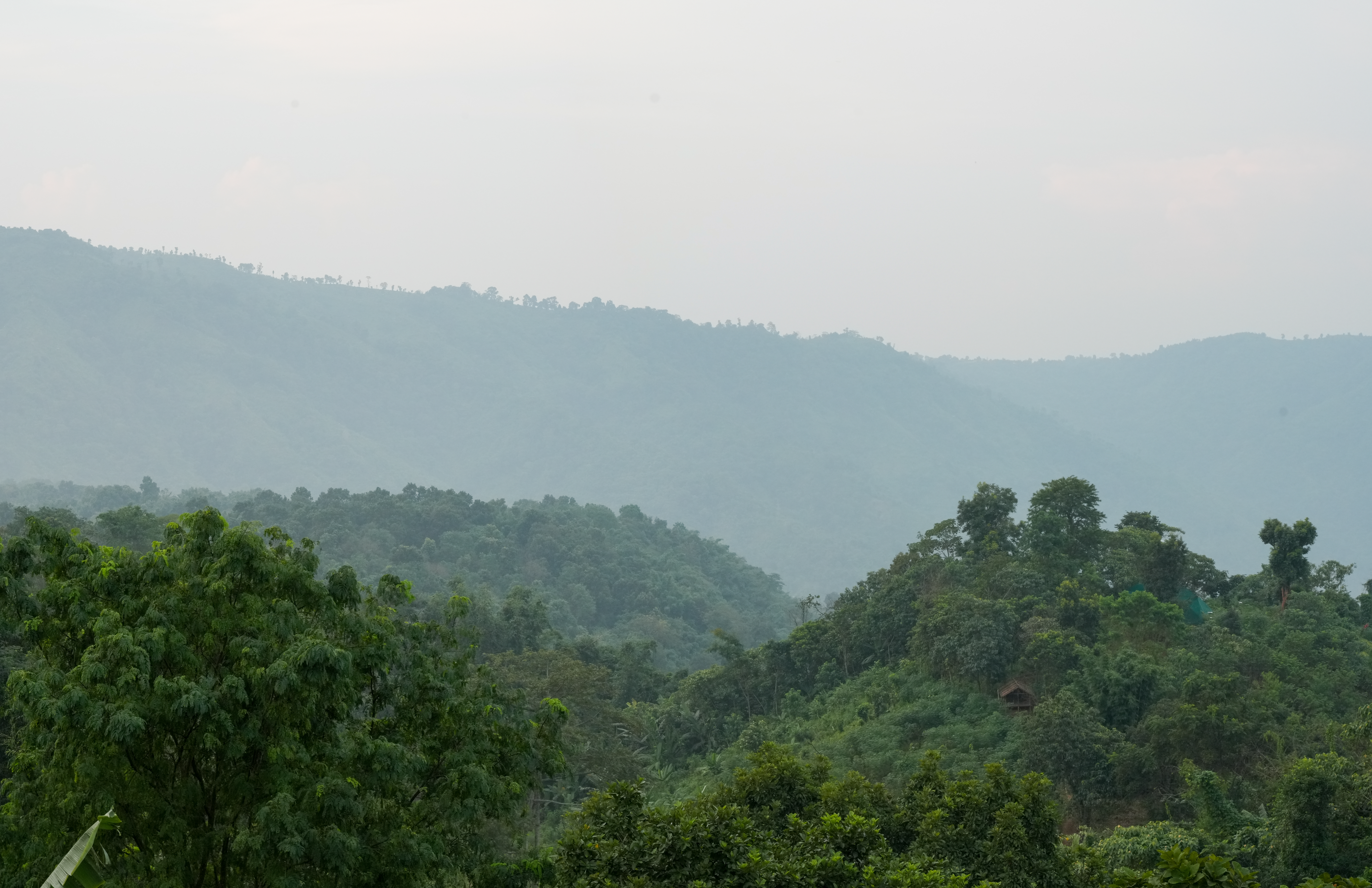
Montes Garo Ocidentais, en

Os montes Garo (IPA: ˈgɑ:ro:) fazem parte da cordilheira Garo-Khasi, localizada no estado de Meghalaya, na Índia. São habitadas pelo povo Garo. É uma das regiões mais chuvosas do mundo. A cordilheira integra a ecorregião das florestas subtropicais de Meghalaya.

## Descrição
Religião em montes Garo (2011)
Idiomas dos montes Garo (2011)

Os montes Garo formavam um único distrito na Índia Britânica. Atualmente, a região abrange cinco distritos: East Garo Hills [en], North Garo Hills [en], South Garo Hills [en], West Garo Hills [en] e South West Garo Hills [en]. A população total é de 1.103.542 habitantes. Tura [en], a maior cidade, com cerca de 74.858 habitantes, situa-se ao pé do pico Tura, frequentemente coberto por nuvens. A cidade está estrategicamente localizada próxima a santuários de fauna e flora, como os parques nacionais de Balphakram [en] e Nokrek [en], além de cavernas naturais de calcário (a caverna Siju [en] está entre as mais longas da Ásia). Esses locais são ricas reservas de flora e fauna, servindo como refúgio para animais ameaçados.

## Sociedade
A sociedade é matrilinear, semelhante aos povos Khasi [en] e Jaintia [en]. Até a morte, o recém-nascido pertence à família da mãe, independentemente do sexo, mesmo após o casamento. O casamento dentro do mesmo clã é estritamente proibido e severamente punido tanto entre os Khasis quanto entre os Garos. Até hoje, a instituição dos dormitórios de solteiros, que está gradualmente desaparecendo entre as tribos do nordeste, ainda existe nas aldeias Garo. Nesses dormitórios, jovens vivem juntos até o casamento, recebendo treinamento em diversas áreas, como a fabricação de instrumentos musicais A'chik, luta livre, esportes tradicionais e confecção de cestas de bambu. Essa instituição é comparável às antigas agoges de Esparta. Atualmente, a maioria dos Khasis e Garos é cristã, embora, no passado, fossem adoradores da natureza.
O traje tradicional feminino Garo consiste em uma peça de pano ao redor da cintura e uma blusa ou colete. Os homens, além do pano, usam um turbante. Ambos, homens e mulheres, utilizam pulseiras e brincos. O alimento básico é o arroz, mas também consomem milhete, milho, tapioca, entre outros. Os Garos têm uma dieta bastante liberal. A bebida alcoólica não é destilada, sendo preparada por fermentação de grãos.

## Locais de interesse

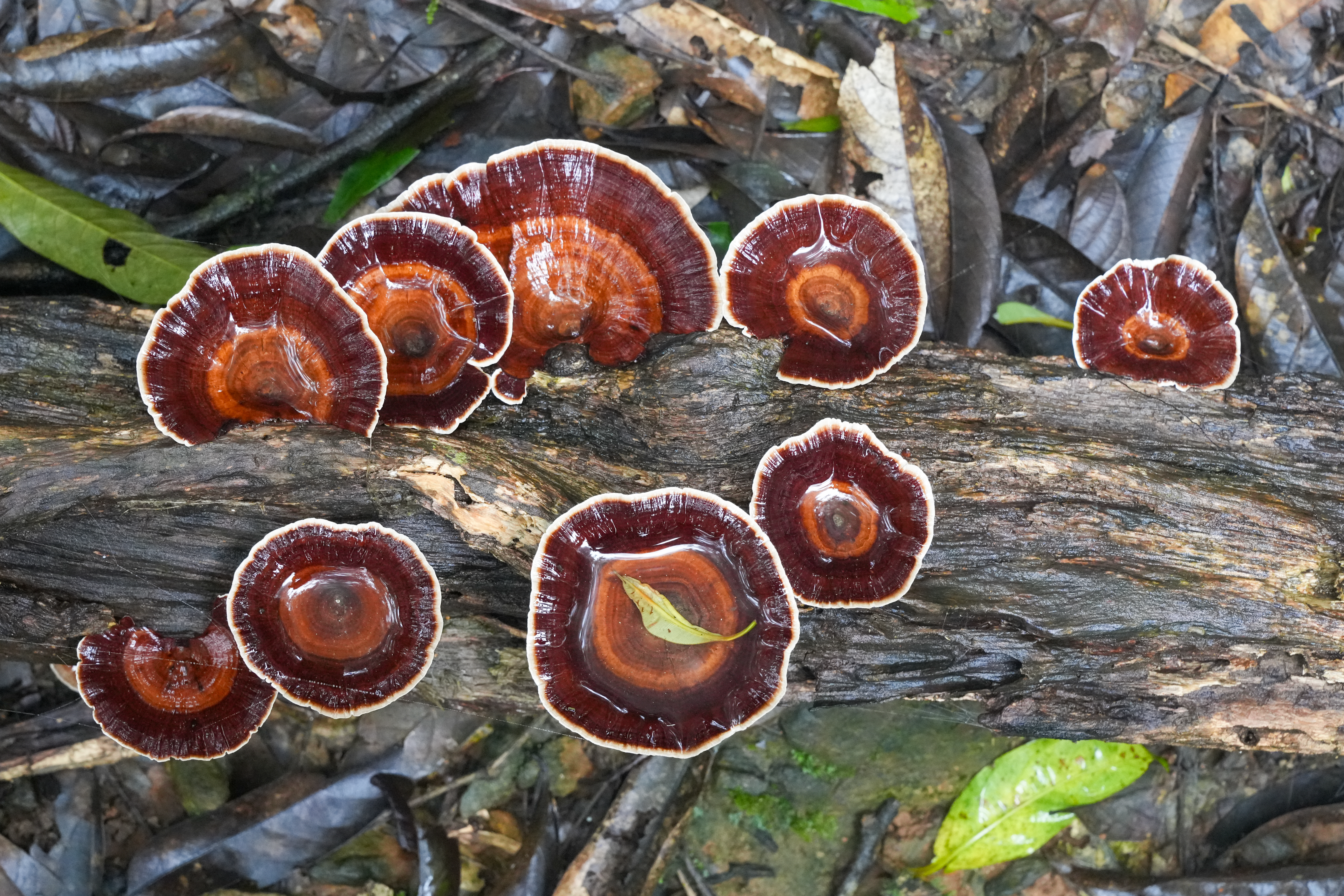
Fungo em tronco morto, Nokrek

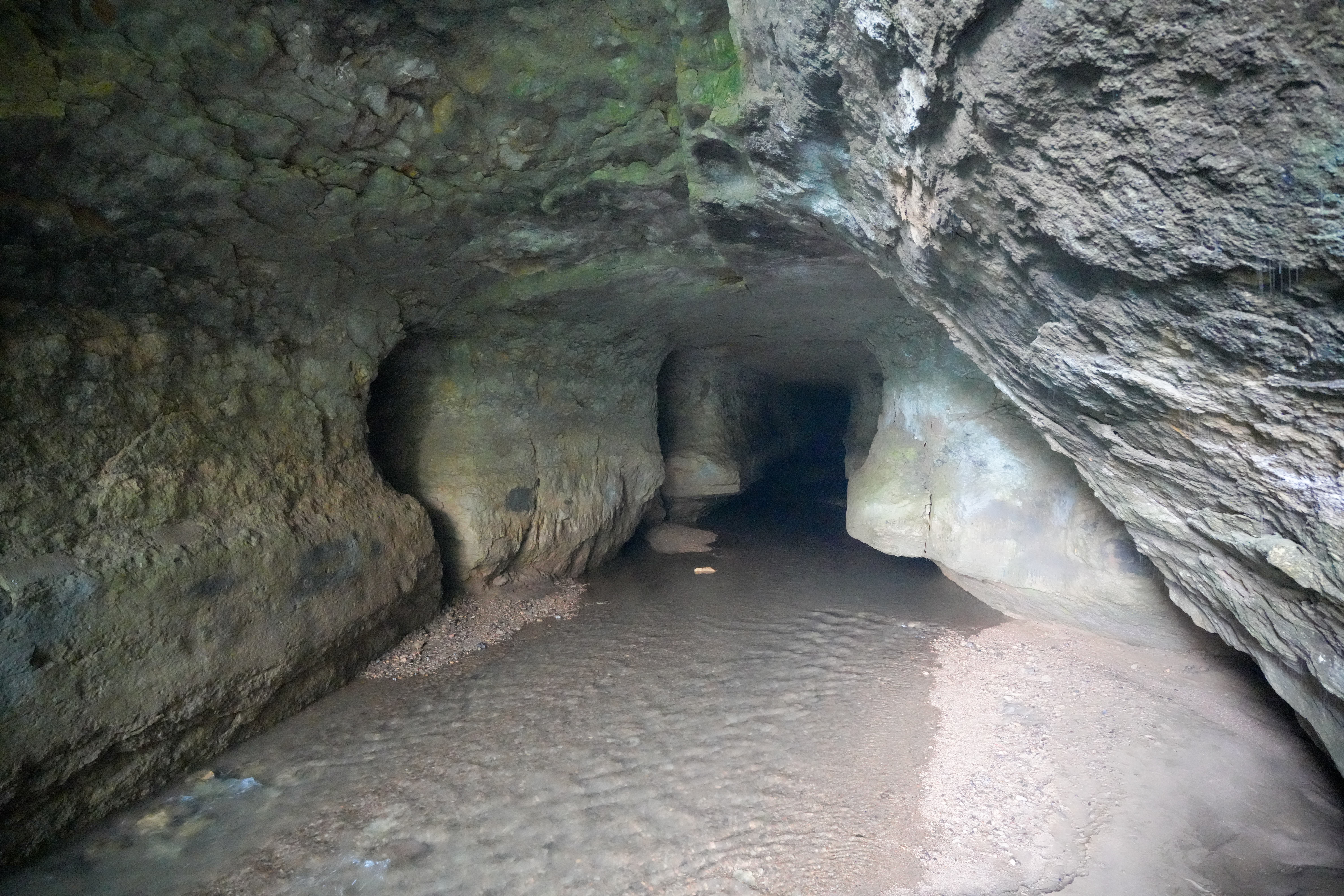
Entrada da caverna Siju

Os montes Garo, conhecidas por sua rica biodiversidade, atraem naturalistas e fotógrafos interessados em capturar a diversidade de flora e fauna. Duas cadeias montanhosas, Arabella e Tura, atravessam os montes Garo, formando o grande vale de Balpakram entre elas. A cidade-sede, Tura, a 657 metros de altitude, está a 305 km da capital do estado, Shillong. O ponto mais alto dos montes Garo é o pico Nokrek, com 1.412 metros.
Tura oferece uma paisagem pitoresca dos Montes contra um cenário de planícies. A melhor vista do pôr do sol pode ser apreciada no pico Tura, a 1.400 metros, cujo cume é acessível por uma trilha de 5 km, que combina caminhada e escalada.
Entre os pontos turísticos nos montes Garo, destacam-se:
- Pico Nokrek [en]: O ponto mais alto da região, com 1.412 metros acima do nível do mar. Pesquisadores descobriram o germoplasma-mãe de Citrus-India na região, levando à criação do Santuário Nacional de Citrus e Reserva da Biosfera em Nokrek, com 47 km2.
- Pico Tura: Localizado na parte leste de Tura [en], com 872 metros acima do nível do mar.
- Imilchang Dare: Uma cachoeira próxima à vila Asakgre, no distrito South Garo Hills. A piscina profunda e ampla ao pé da cachoeira, com seus arredores expansivos, é ideal para natação e abriga peixes de diversos tamanhos e cores.
- Balpakram [en]: Um parque nacional de vida selvagem no distrito South Garo Hills, a 167 km de Tura. Abriga espécies raras como o panda-menor, o bisão indiano e o serow. Ervas medicinais, chamadas localmente de "dikges", crescem abundantemente em Balpakram.
- Lago Napak: A 112 km de Tura, ideal para pesca e observação de aves, com o rio Simsang nas proximidades.
- Caverna Siju [en]: Cavernas de calcário famosas, localizadas perto do rio Simsang, na vila de Siju.
- Wari Chora: Situada em South Garo Hills, a cerca de 35 km da cidade de Baghmara. Conhecida por seus cânions impressionantes, com um rio fluindo abaixo e cachoeiras constantes. É um local remoto, acessível por horas de trilha a partir da vila Dabalgre.